# Чукри-Аланово
Чукри-Аланово — деревня в Кайбицком районе Татарстана в 20 км юго-восточней Больших Кайбиц. Входит в состав Большерусаковского сельского поселения.

## География
Располагается на реке Имелли (бассейн Свияги).

## История
Основано в XVIII веке. Деревня также называлась Чукри Алемово.
В «Списке населенных мест по сведениям 1859 года», изданном в 1866 году, населённый пункт упомянут как казённая деревня Чукры (Аланова) 1-го стана Свияжского уезда Казанской губернии. Располагалась при речке Кукрейке, по просёлочному тракту из Тетюшского в Цивильский уезд, в 56 верстах от уездного города Свияжска и в 34 верстах от становой квартиры в казённом селе Кильдеево (Троицкое). В деревне, в 39 дворах проживали 229 человек (116 мужчин и 113 женщин), был мусульманский молитвенный дом.

## Демография
- 1989 год — 79 человек
- 1997 год — 70
- 2002 год — 69
- 2010 год — 52
- 2013 год — 50

Национальный состав — в основном татары.